# Saint-Julien-de-Mailloc
Pour les articles homonymes, voir Saint-Julien.
Saint-Julien-de-Mailloc [sɛ̃ jyljɛ̃ də majo]  est une ancienne commune française, située dans le département du Calvados en région Normandie, devenue le 1er janvier 2016 une commune déléguée au sein de la commune nouvelle de Valorbiquet.
Elle est peuplée de 452 habitants.

## Géographie
La commune est au cœur du pays d'Auge. Son bourg est à 10 km au sud-est de Lisieux, à 10 km au nord-ouest d'Orbec, à 15 km au sud-ouest de Thiberville et à 20 km au nord-est de Livarot.
| Saint-Denis-de-Mailloc                               | Saint-Denis-de-Mailloc, Courtonne-les-Deux-Églises                                                  | Courtonne-les-Deux-Églises                    |
| Saint-Martin-de-Mailloc                              | Saint-Julien-de-Mailloc                                                                             | Courtonne-les-Deux-Églises                    |
| Saint-Pierre-de-Mailloc (comm. nouv. de Valorbiquet) | Saint-Pierre-de-Mailloc (comm. nouv. de Valorbiquet), La Chapelle-Yvon (comm. nouv. de Valorbiquet) | La Chapelle-Yvon (comm. nouv. de Valorbiquet) |

## Toponymie
Le nom de la localité est attesté sous les formes ecclesia Sancti Juliani de Maillot vers 1350 et S. Julianus de Maillot au XIVe siècle également. La paroisse était dédiée à l'un des deux Julien vénérés en Normandie : Julien l'Hospitalier ou Julien du Mans. Le déterminant de-Mailloc est prononcé [majo].
La famille de Mailloc , dont l'histoire est liée à d'autres communes des environs et qui possédait le « château des quatre Maillocs » à Saint-Julien-de-Mailloc, élève son territoire en marquisat, et les communes qui en dépendent prennent alors la dénomination de-Mailloc.
Le gentilé est Maillochin.

## Histoire
Le 1er janvier 2016, Saint-Julien-de-Mailloc intègre avec quatre autres communes la commune de Valorbiquet créée sous le régime juridique des communes nouvelles instauré par la loi no 2010-1563 du 16 décembre 2010 de réforme des collectivités territoriales. Les communes de La Chapelle-Yvon, Saint-Cyr-du-Ronceray, Saint-Julien-de-Mailloc, Saint-Pierre-de-Mailloc et Tordouet deviennent des communes déléguées et Saint-Cyr-du-Ronceray est le chef-lieu de la commune nouvelle.
On peut apercevoir quatre maillets sur l'une des tours du château. Les quatre tours sont dirigées chacune vers un des villages Mailloc : Saint-Pierre, Saint-Martin, Saint-Denis et Saint-Julien.

## Politique et administration
| Période                                  | Période       | Identité                             | Étiquette | Qualité                            |
| ---------------------------------------- | ------------- | ------------------------------------ | --------- | ---------------------------------- |
| vers 1860                                | 1870          | Napoléon-Joseph de Colbert-Chabanais |           |                                    |
|                                          |               |                                      |           |                                    |
| 1995                                     | avril 2014    | Liliane Manfrin                      | SE        | Exploitante agricole retraitée     |
| avril 2014                               | décembre 2015 | Françoise Fromage                    | SE        | Retraitée secrétariat de direction |
| Les données manquantes sont à compléter. |               |                                      |           |                                    |

Le conseil municipal était composé de onze membres dont le maire et trois adjoints. Ces conseillers intègrent au complet le conseil municipal de Valorbiquet le 1er janvier 2016 jusqu'en 2020 et Françoise Fromage devient maire délégué.

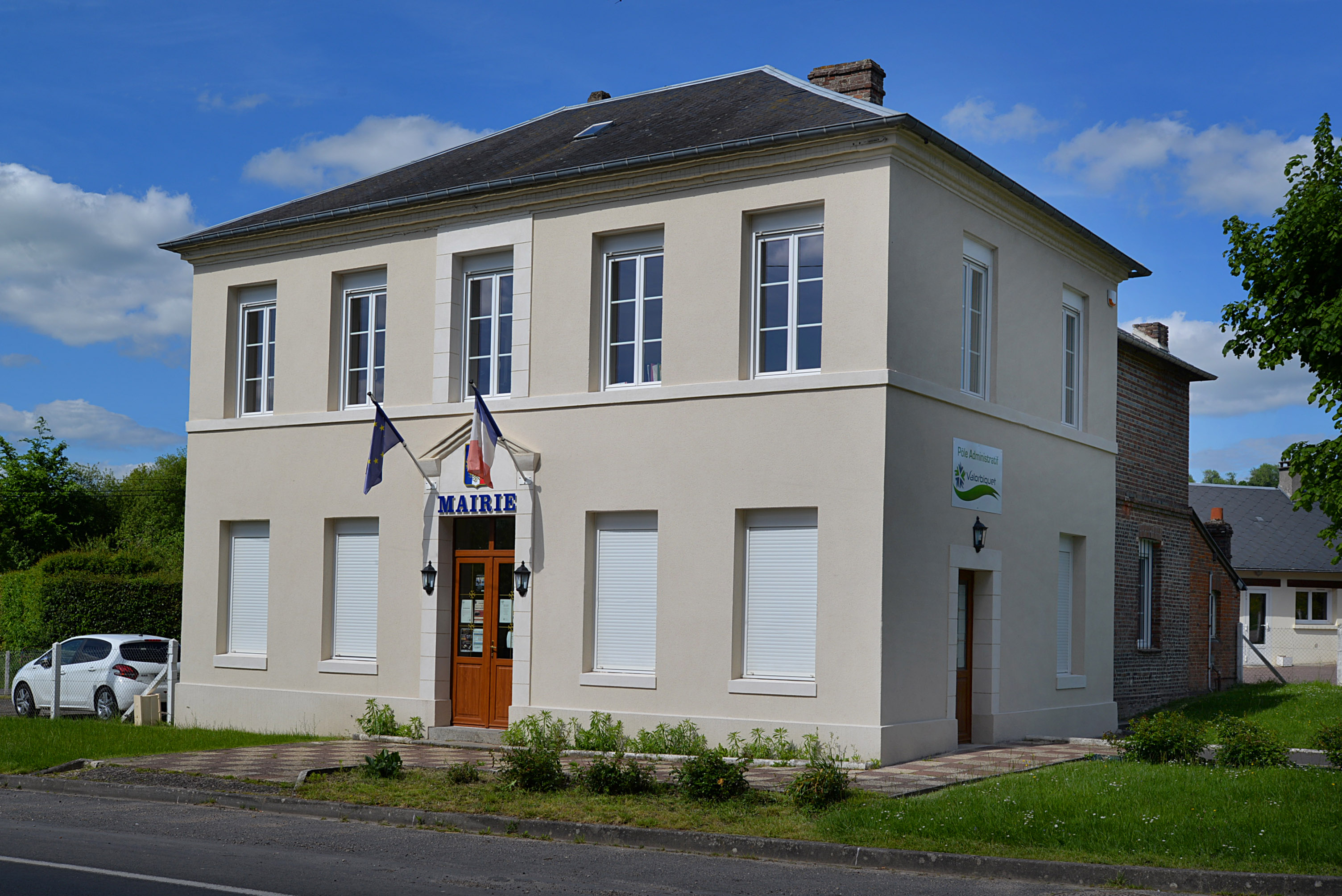
La mairie annexe.

## Démographie
En 2021, la commune comptait 452 habitants. Depuis 2004, les enquêtes de recensement dans les communes de moins de 10 000 habitants ont lieu tous les cinq ans (en 2008, 2013, 2018, etc. pour Saint-Julien-de-Mailloc) et les chiffres de population municipale légale des autres années sont des estimations.
Saint-Julien-de-Mailloc a compté jusqu'à 733 habitants en 1800.
| 1793 | 1800 | 1806 | 1821 | 1831 | 1836 | 1841 | 1846 | 1851 |
| ---- | ---- | ---- | ---- | ---- | ---- | ---- | ---- | ---- |
| 671  | 733  | 710  | 716  | 607  | 613  | 619  | 621  | 594  |

| 1856 | 1861 | 1866 | 1872 | 1876 | 1881 | 1886 | 1891 | 1896 |
| ---- | ---- | ---- | ---- | ---- | ---- | ---- | ---- | ---- |
| 536  | 555  | 503  | 435  | 433  | 413  | 364  | 344  | 353  |

| 1901 | 1906 | 1911 | 1921 | 1926 | 1931 | 1936 | 1946 | 1954 |
| ---- | ---- | ---- | ---- | ---- | ---- | ---- | ---- | ---- |
| 311  | 307  | 278  | 270  | 285  | 268  | 270  | 272  | 308  |

| 1962 | 1968 | 1975 | 1982 | 1990 | 1999 | 2008 | 2013 | 2018 |
| ---- | ---- | ---- | ---- | ---- | ---- | ---- | ---- | ---- |
| 294  | 291  | 250  | 300  | 324  | 369  | 473  | 506  | 472  |

| 2019 | - | - | - | - | - | - | - | - |
| ---- | - | - | - | - | - | - | - | - |
| 471  | - | - | - | - | - | - | - | - |

## Lieux et monuments
- L'église Saint-Julien (XVe siècle, remaniée au XIXe).
- Ruines du château de Mailloc (XVIIe siècle) inscrit aux Monuments historiques[15]. Une aile a été restaurée.
- Chapelle Notre-Dame-de-la-Délivrande (XVIe siècle).
- Tombeau des Colbert-Laplace, dont Pierre-Simon de Laplace, à proximité de la chapelle Notre-Dame-de-la-Délivrande.
- Parc animalier de la Dame blanche.

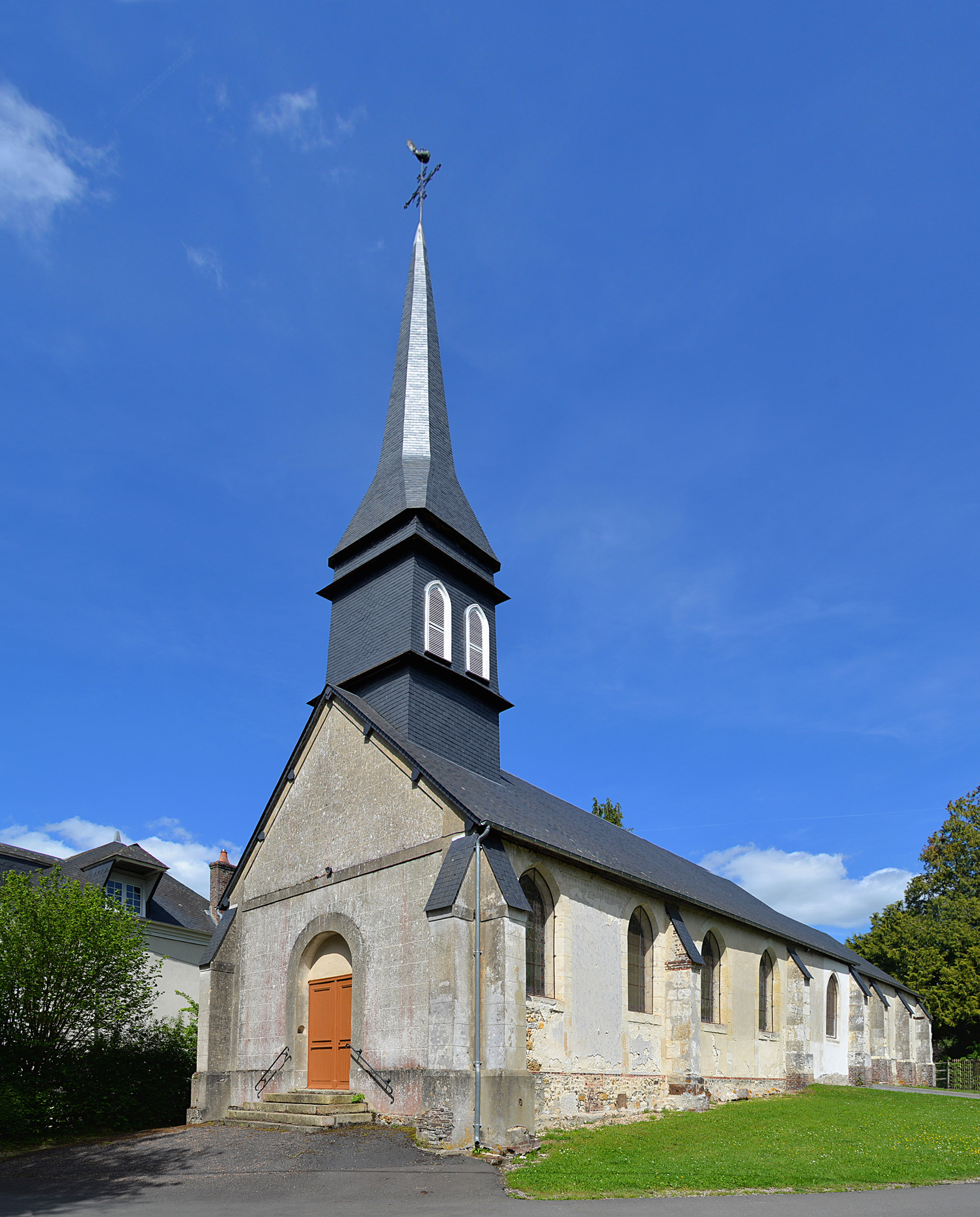
L’église Saint-Julien. Vue sud-ouest.
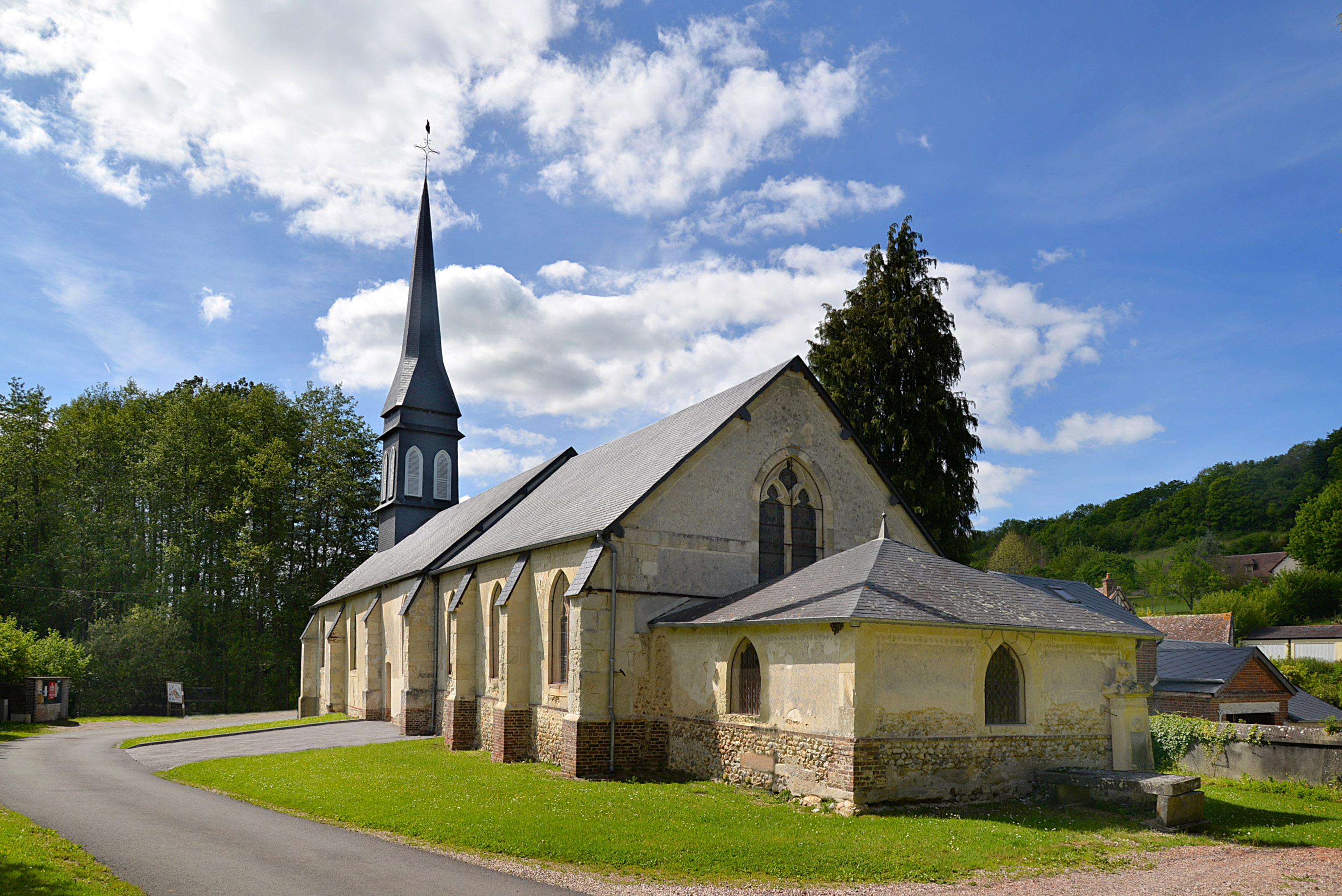
L’église Saint-Julien. Vue sud-est.
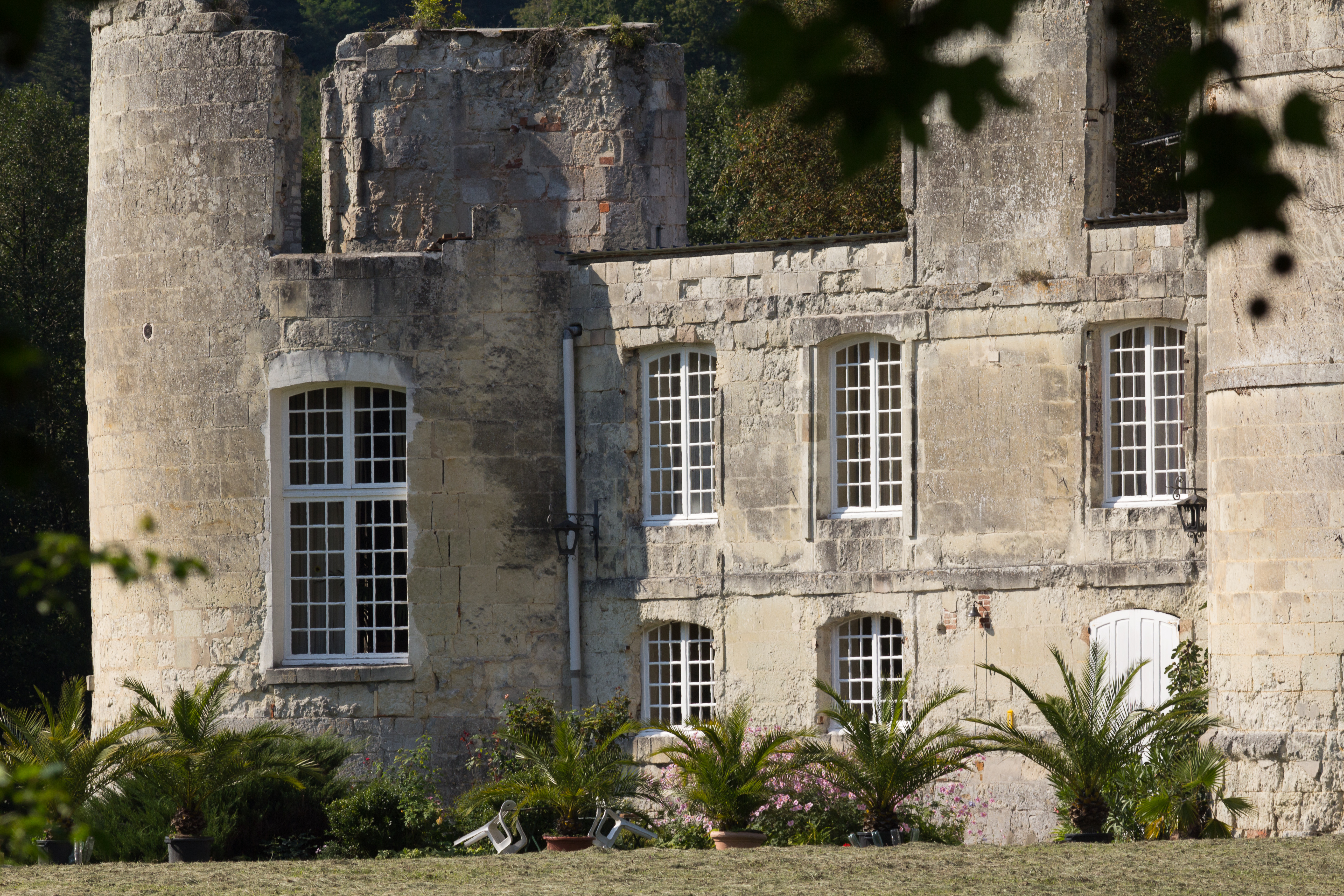
La façade sud-est du château de Mailloc.
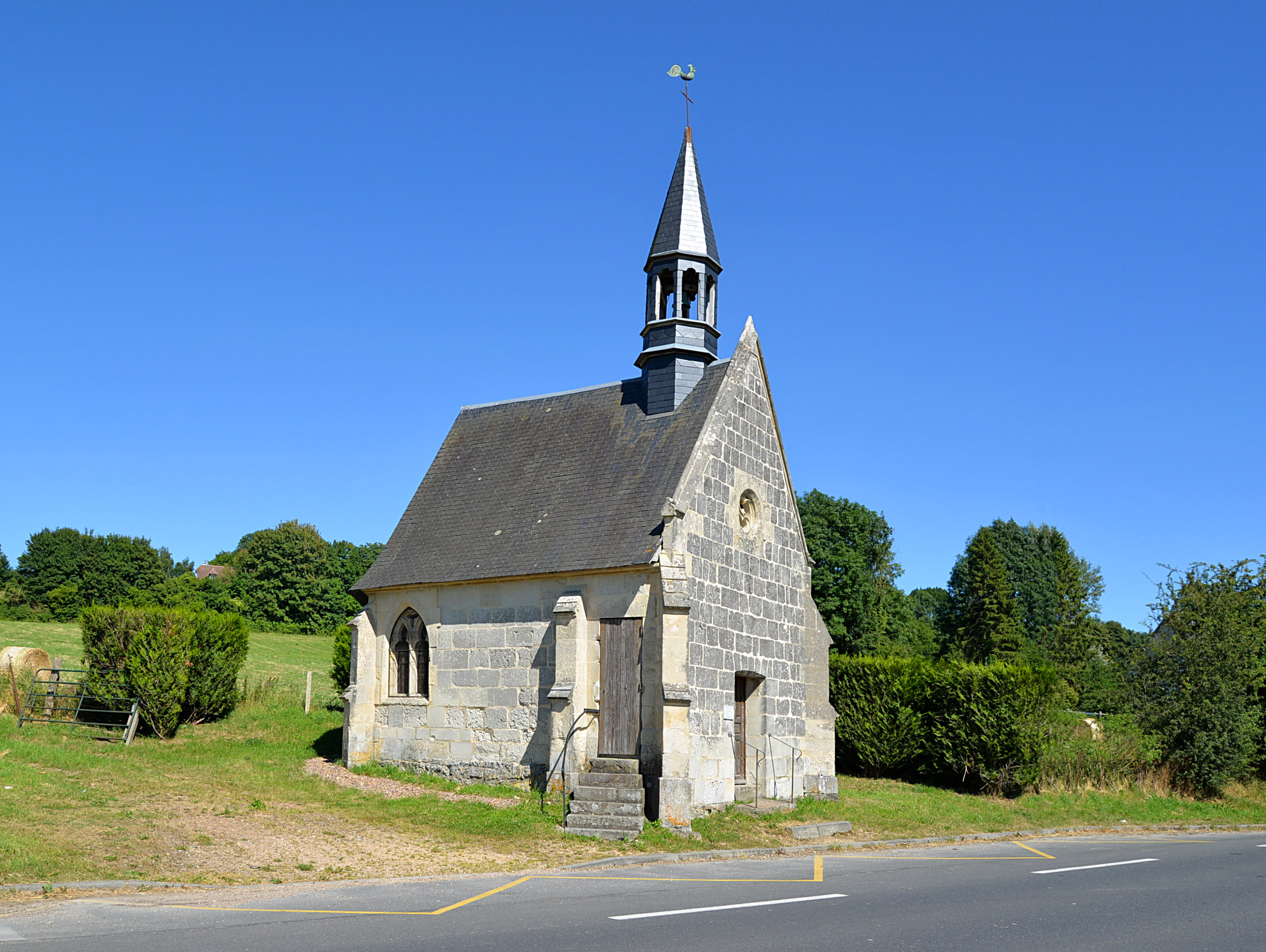
La chapelle Notre-Dame-de-la-Délivrande.
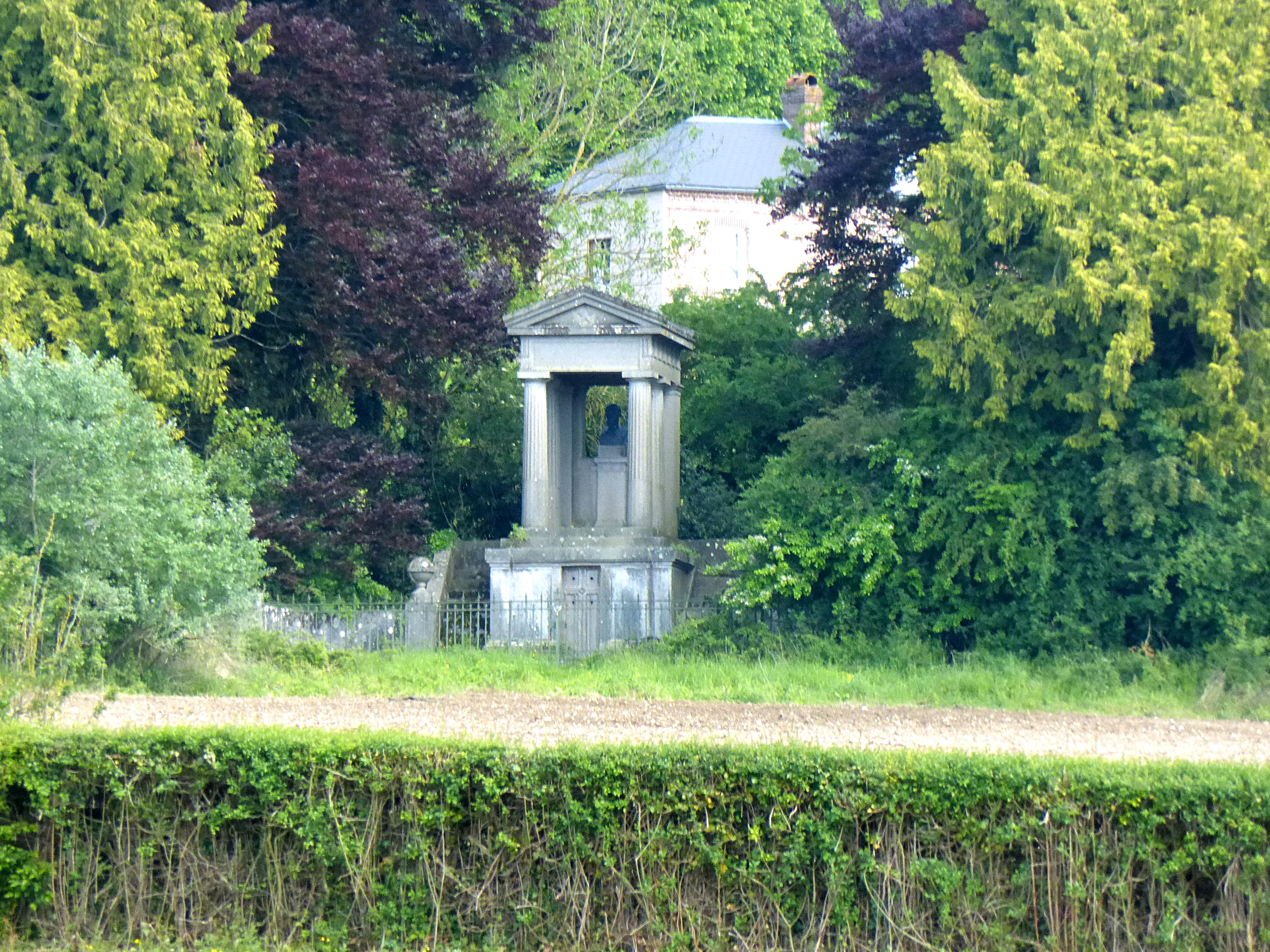
Le tombeau de Pierre-Simon de Laplace.
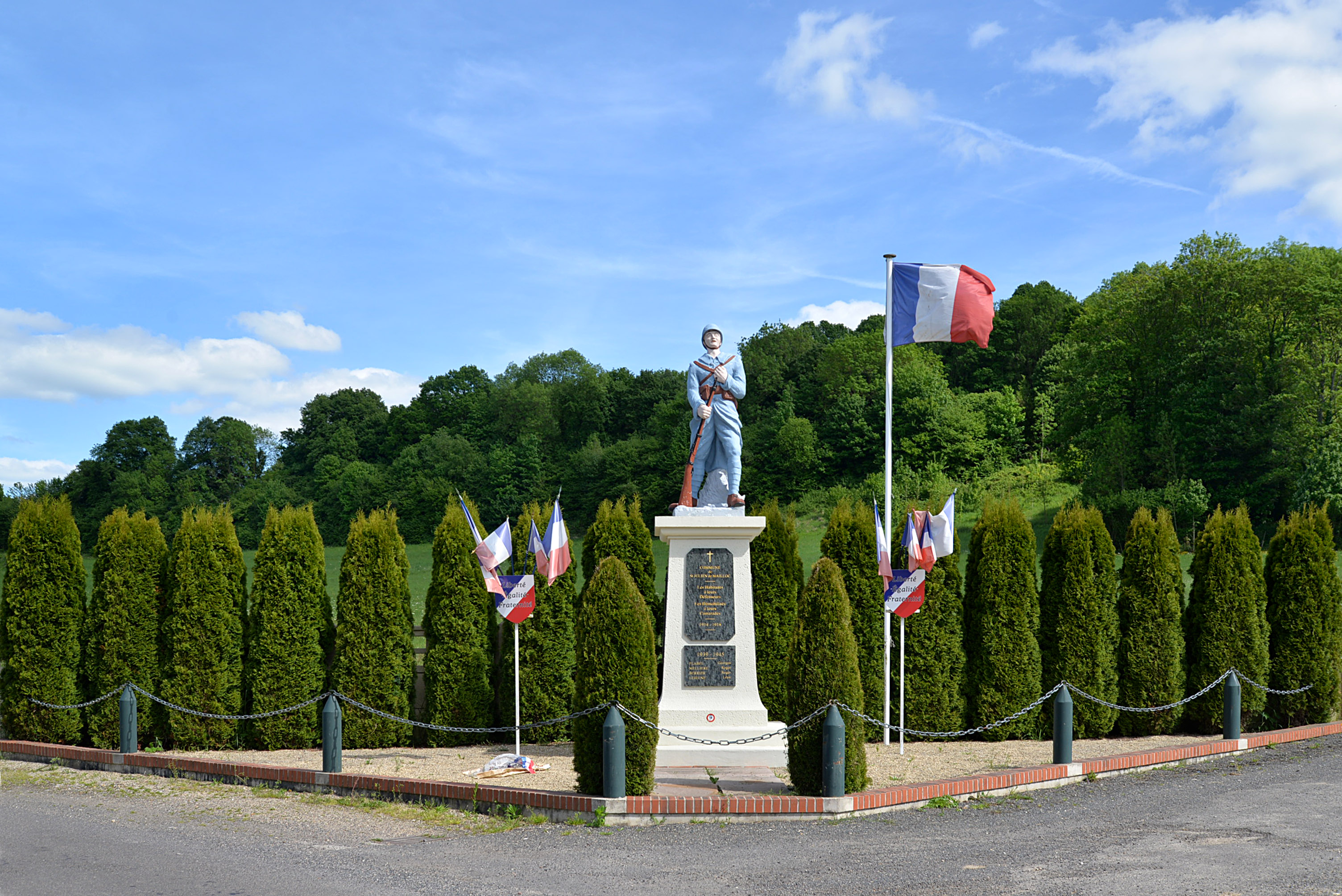
Le monument aux morts.

## Personnalités liées à la commune
- Pierre-Simon de Laplace (1749-1827), mathématicien, astronome et physicien, avait acquis le château de Mailloc en 1813 et est enterré à Saint-Julien.
- Pierre-Louis de Colbert-Laplace (1843-1917 au château de Mailloc), arrière-petit-fils du savant, homme politique.